# Edmond Vanwaes
Edmond Vanwaes (* 8. März 1892 in Ledeberg; † 31. Mai 1944 in Natzweiler, Deutsches Reich) war ein belgischer Ruderer.

## Biografie
Edmond Vanwaes wurde 1910 Europameister mit dem belgischen Achter. Bei den Olympischen Sommerspielen 1912 in Stockholm nahm er mit Guillaume Visser, Georges Van Den Bossche, Georges Willems und Steuermann Léonard Nuytens in der Vierer mit Steuermann-Regatta teil. Die Crew schied im Viertelfinale aus und gewann wenige Wochen später bei den Europameisterschaften 1912 die Silbermedaille.
Er wurde als Widerstandsverdächtiger verhaftet und vermutlich 1942 über das Wehrmachtsgefängnis in Gent heimlich als Nacht-und-Nebel-Häftling ins Zuchthaus Hameln deportiert. Von der deutschen Justiz wurde er am 26. Juni 1943 an die Geheime Staatspolizei überstellt und dann in das KZ Natzweiler-Struthof verschleppt. Edmond Vanwaes starb dort am 31. Mai 1944.